# Battle of the Sexes (filme)
Battle of the Sexes (bra: A Guerra dos Sexos) é um filme de drama britânico-estadunidense de 2017 dirigido e escrito por Jonathan Dayton, Valerie Faris e Simon Beaufoy. Estrelado por Emma Stone, Steve Carell, Andrea Riseborough, Elisabeth Shue, Austin Stowell e Sarah Silverman, estreou no Festival de Cinema de Telluride em 2 de setembro de 2017, foi lançado nos Estados Unidos em 22 de setembro de 2017, no Brasil em 19 de outubro de 2017, e no Reino Unido em 24 de novembro de 2017.
O filme é baseado na "Batalha dos Sexos", uma partida de tênis disputada em 1973 entre a jovem Billie Jean King (Emma Stone) e o já aposentado Bobby Riggs (Steve Carell), que suscita debates maiores envolvendo a igualdade de gênero nos esportes.
No 75º Globo de Ouro, Stone e Carell receberam indicações para Melhor Atriz de Filme Musical ou Comédia e Melhor Ator de Filme Musical ou Comédia respectivamente.

## Elenco
- Emma Stone - Billie Jean King
- Steve Carell - Bobby Riggs
- Andrea Riseborough - Marilyn Barnett
- Sarah Silverman - Gladys Heldman.
- Bill Pullman - Jack Kramer
- Alan Cumming - Ted Tinling
- Elisabeth Shue - Priscilla Wheelan
- Austin Stowell - Larry King
- Natalie Morales - Rosie Casals
- Lewis Pullman - Larry Riggs
- Jessica McNamee - Margaret Court
- Martha MacIsaac - Jane Bartkowicz
- Wallace Langham - Henry
- Mark Harelik - Hank Greenberg
- Fred Armisen - Rheo Blair
- Chris Parnell - DJ
- John C. McGinley - Herb